# Ansager Å
Ansager Å er en omkring 20 kilometer lang  å i Vestjylland, der ved sit sammenløb  med Grindsted Å  et par kilometer vest for byen Ansager, ovenfor Ansager Stemmeværk  danner Varde Å.  Åen begynder lidt øst for bebyggelsen Donslund cirka 12 km syd for Grindsted, hvor et par bække løber sammen. Åen løber mod nordvest   forbi Baldersbæk- og Lundgård Plantager, hvor et areal på 337 hektar blev fredet i 1971; videre til Krogager og Stenderup, hvor den krydser Diagonalvejen mellem Østjylland og Esbjerg,  hvor den får tilløb fra flere mindre vandløb. Herfra fortsætter den i mere vestlig retning til Ansager, hvor Kærbæk støder til fra nordøst, for så at løbe sammen med Grindsted Å vest for byen.
Åen er 3-6 m bred med en jævn til frisk strøm. Den har en fin vandkvalitet og der findes både stalling, bækørred og  havørred, hvilket gør åen til et yndet fiskevand. Åen er ikke reguleret, så den snor sig frit i selve løbet, men er præget af mange dambrug. Der arbejdes på at få fjernet alle opstemninger, så vildfisken kan nå op og gyde.
|  | Denne artikel om lokaliteten Ansager Å kan blive bedre, hvis der indsættes et (bedre) billede. Du kan hjælpe ved at afsøge Wikimedia Commons for et passende billede eller lægge et op på Wikimedia Commons med en af de tilladte licenser og indsætte det i artiklen. |

55°42′N 8°46′Ø / 55.700°N 8.767°Ø